# 대구해올고등학교
대구해올고등학교는 대구광역시 달서구에 있는 학업중단 학생을 위탁교육하기 위한 고등학교 과정의 각종학교이다.

## 연혁
- 2018년 3월 1일 : 폐교된 옛 대구남중학교 자리에 개교[1]
- 2020년 3월 2일 제3회 입학식(중 5명, 고 30명)
- 2023년 3월 1일 : 중학교 과정 폐지. 대구해올고등학교로 교명 변경.
- 2023년 3월 2일 제6회 입학식 (49명)